# Вёуле, Кирстен
Ки́рстен Вёуле (норв. Kirsten Vaule; род. 25 апреля 1955) — норвежская кёрлингистка.
В составе женской сборной Норвегии участница трёх чемпионатов мира (лучший результат — седьмое место в 1980) и трёх чемпионатов Европы (лучший результат — серебряные призёры в 1980).
Играла на позициях первого и второго.

## Достижения
- Чемпионат Европы по кёрлингу: серебро (1980).

## Команды
| Сезон   | Четвёртый     | Третий            | Второй           | Первый           | Турниры                             |
| ------- | ------------- | ----------------- | ---------------- | ---------------- | ----------------------------------- |
| 1976—77 | Эли Кольстад  | Ellen Christensen | Heidi Wanggard   | Кирстен Вёуле    | ЧЕ 1976 (7 место)                   |
| 1978—79 | Эллен Гитмарк | Эли Кольстад      | Кирстен Вёуле    | Ингвилль Гитмарк | ЧМ 1979 (9 место)                   |
| 1979—80 | Эллен Гитмарк | Трина Трульсен    | Ингвилль Гитмарк | Кирстен Вёуле    | ЧЕ 1979 (8 место) ЧМ 1980 (7 место) |
| 1980—81 | Эллен Гитмарк | Трина Трульсен    | Ингвилль Гитмарк | Кирстен Вёуле    | ЧЕ 1980                             |

(скипы выделены полужирным шрифтом)